# Victory Challenge
Victory Challenge är ett svenskt America's Cup-syndikat som deltagit i kappseglingstävlingarna America's Cup 2003 och America's Cup 2007. Victory Challenges ordförande var Jan Stenbeck, som 1999 tog initiativ till syndikatet. När Stenbeck avled i augusti 2002 tog hans son Hugo Stenbeck över. Victory Challenge tävlar för Gamla Stans Yacht Sällskap i Stockholm.

## Båtar
- Cristina (SWE-38) f.d. Black Magic II (NZL-38), byggd 1994, inköpt 2000 som träningsbåt
- Örn (SWE-63), sjösatt 2001
- Orm (SWE-73), sjösatt 2002, deltog 2003
- Järv (SWE-96), sjösatt 2007, deltog 2007